# Macchianera

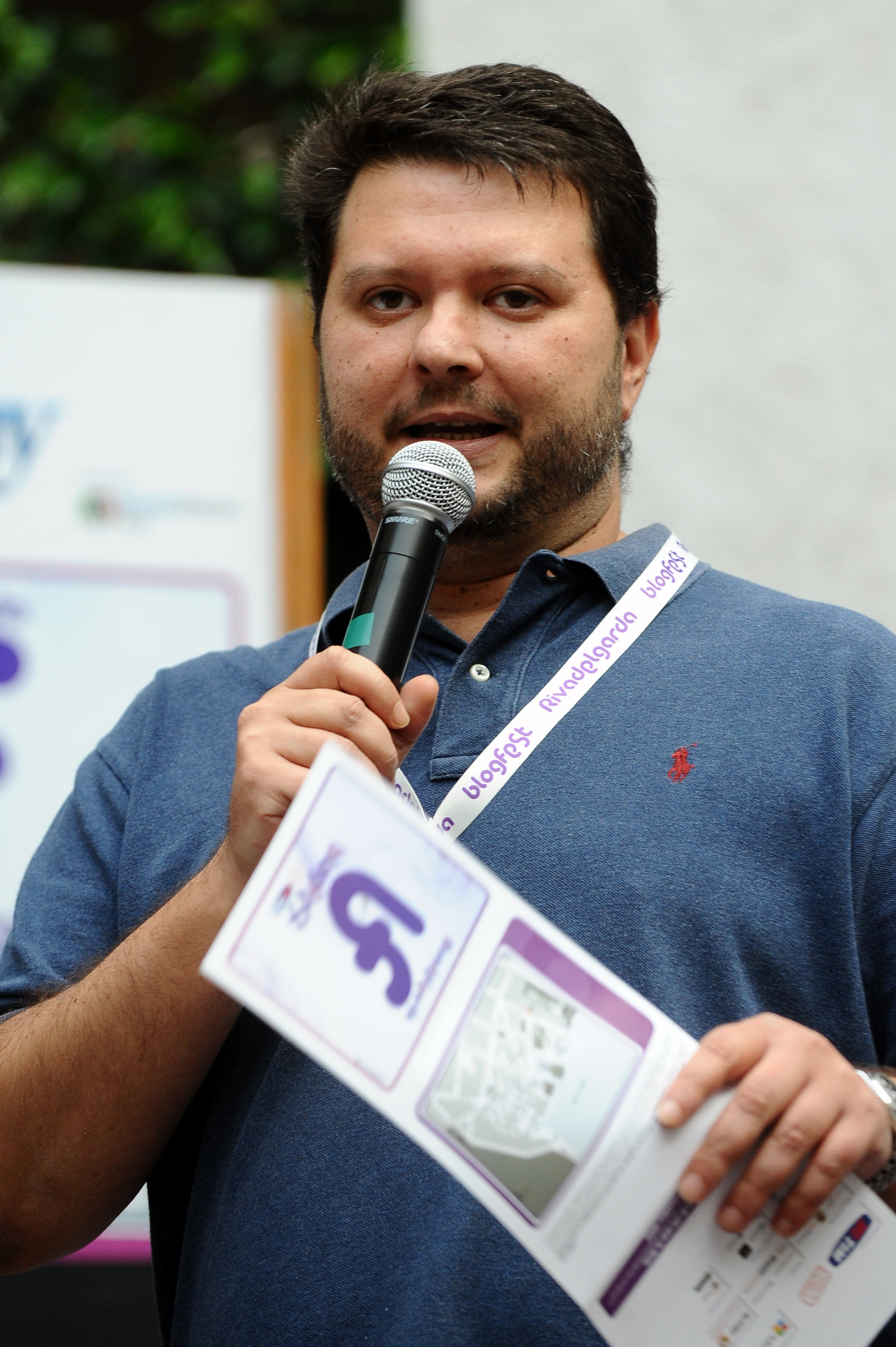
Il fondatore di Macchianera Gianluca Neri

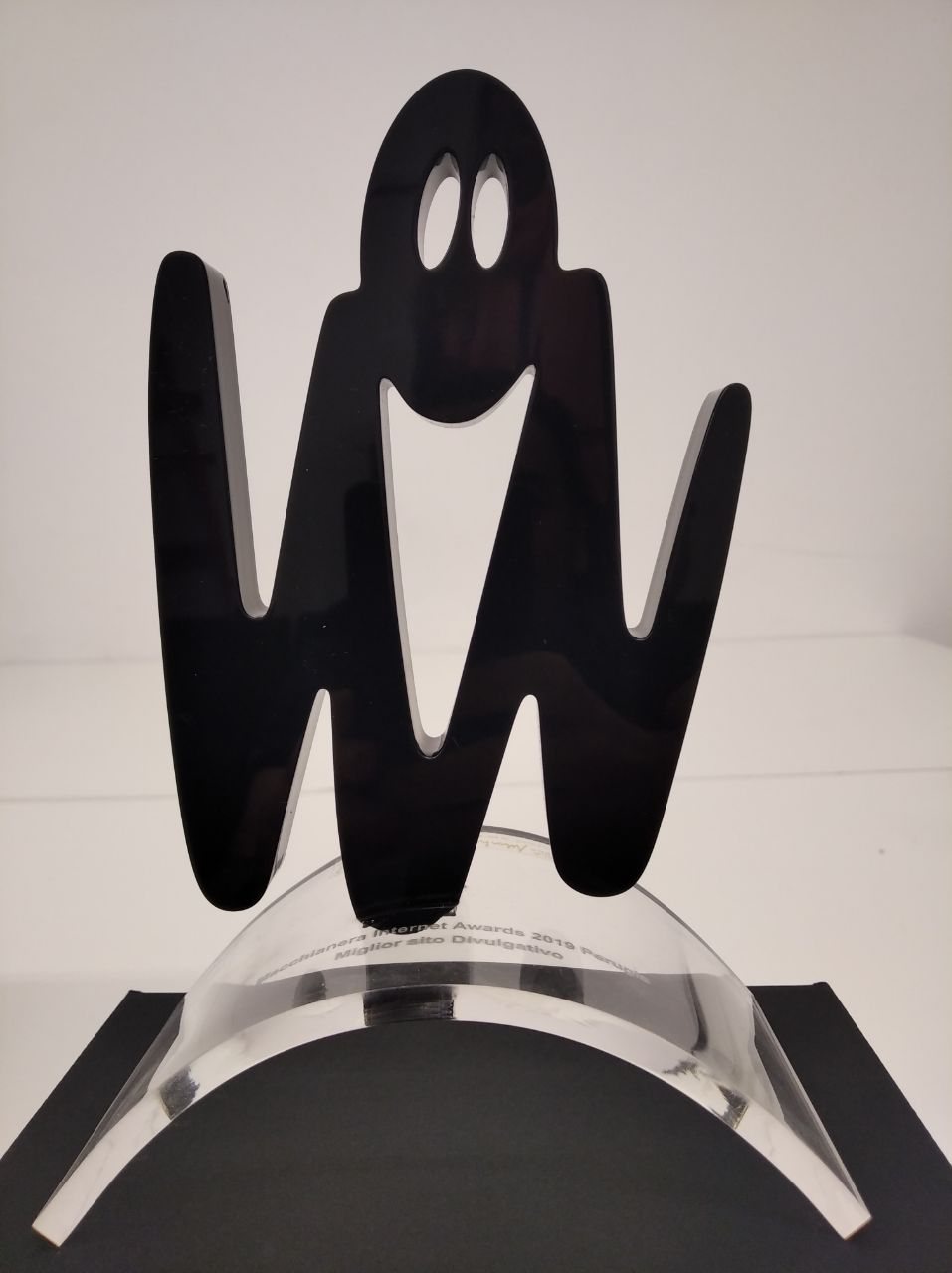
Il premio Macchianera Internet Awards

Macchianera è un blog multiautore italiano.
Fondato da Gianluca Neri, segue lo stile delle precedenti esperienze di Neri: il periodico Cuore e il sito di grande successo nel boom di internet italiano Clarence.
Autori principali del blog sono Gianluca Neri, fondatore del sito, il giornalista Filippo Facci, Lele Corvi, Bruno Ballardini, Mauro Biani, Paolo Madeddu, Diego Brugnoni, Filippo Ricca e Gaia Giordani.

## Caratteristiche e storia
Macchianera ha anche una radio via web, Radio Nation, il cui palinsesto è composto da musica a rotazione continua e da alcuni programmi di commento televisivo e musicale. Collaborano al progetto molti volti noti del mondo giornalistico e radiofonico italiano, tra i quali il giornalista Luca Sofri e il conduttore radiofonico Matteo Bordone.
Il sito ha ottenuto notorietà il 1º maggio 2005, quando ha pubblicato una versione del rapporto USA sulla morte di Nicola Calipari epurata degli omissis tramite un semplice escamotage reso possibile dall'imperizia dell'estensore del testo.
Dal 2003 Macchianera organizza ogni anno la manifestazione BlogFest, durante la quale vengono assegnati i Macchianera Internet Awards, un concorso che premia i migliori siti, blog e personaggi del web italiano. Nata come semplice raduno di blogger, la BlogFest è diventata con il tempo una rassegna della blogosfera italiana con un ampio seguito: l'evento ha infatti cambiato nome in Festa della Rete, si è strutturato su più giornate e ha ottenuto la sponsorizzazione di grandi multinazionali. I Macchianera Awards sono oggi considerati il premio più prestigioso per i blogger italiani e una fonte di grande prestigio per i vincitori, tanto da essere soprannominati "Oscar del web italiano".
Nel 2010 il blog raccoglie un altro scoop, pubblicando parte della sceneggiatura relativa alla puntata finale della serie TV Lost, una notizia che porta il blog all'attenzione della stampa internazionale.